# 灭草烟
灭草烟是一种含氮有机化合物，化学式C
13H
15N
3O
3，是一种灭生性除草剂，可以抑制杂草的支链氨基酸的合成来阻止其生长。
它可以2-氨基-2,3-二甲基丁酰胺和吡啶-2,3-二甲酸二甲酯（或二乙酯）为原料反应制得。